# Cypraeovula alfredensis
Espèce
Cypraeovula alfredensis  est une espèce de porcelaine qui doit son nom à la petite ville de Port Alfred en Afrique du Sud.
D’une couleur bleu pâle maculée de rares et petites taches brunes, elle surprend par sa base élargie au bord pariétal non dentelé, et un labre épaissi. Si la forme générale évoque les autres espèces de la famille des Cypraeidae, sa base fait penser aux Ovula.